# Division 2 1994-1995
L'edizione 1994-1995 della Division 2 è il 56º campionato di calcio francese di seconda divisione.

## Squadre partecipanti
Ai nastri di partenza figurava anche una squadra blasonata, l'Olympique Marseille, che era stata retrocessa d'ufficio a seguito della vicenda VA-OM. I marsigliesi erano i logici favoriti per la promozione in massima serie, visto che negli ultimi 6 anni potevano vantare un bottino di 5 scudetti (di cui uno successivamente revocato per il sopracitato scandalo giudiziario), un secondo posto in Ligue 1, una Coppa di Francia e una Champions League.
Effettivamente i focesi vinsero il torneo, grazie alla differenza reti favorevole nei confronti del Guingamp e alle 31 reti del centravanti irlandese Tony Cascarino, capocannoniere del torneo, ma a causa di alcune irregolarità finanziarie furono costretti a rimanere nella serie cadetta. Al loro posto, fu promosso il Football Club de Gueugnon, che in campionato era arrivato terzo a 4 punti dalla vetta.

## Classifica finale
|  | Pos. | Squadra             | Pt | G  | V  | N  | P  | GF | GS | DR  |
|  | ---- | ------------------- | -- | -- | -- | -- | -- | -- | -- | --- |
|  | 1.   | Olympique Marsiglia | 84 | 42 | 25 | 9  | 8  | 72 | 34 | +38 |
|  | 2.   | Guingamp            | 84 | 42 | 23 | 12 | 7  | 51 | 32 | +19 |
|  | 3.   | Gueugnon            | 80 | 42 | 24 | 8  | 10 | 62 | 40 | +22 |
|  | 4.   | Tolosa              | 77 | 42 | 22 | 11 | 9  | 69 | 43 | +26 |
|  | 5.   | Châteauroux         | 71 | 42 | 19 | 14 | 9  | 56 | 34 | +22 |
|  | 6.   | Red Star            | 70 | 42 | 19 | 13 | 10 | 55 | 44 | +11 |
|  | 7.   | Nancy               | 63 | 42 | 15 | 18 | 9  | 46 | 39 | +7  |
|  | 8.   | Dunkerque           | 60 | 42 | 14 | 18 | 10 | 42 | 38 | +4  |
|  | 9.   | Amiens              | 58 | 42 | 15 | 13 | 14 | 59 | 61 | -2  |
|  | 10.  | Olympique Alès      | 53 | 42 | 12 | 17 | 13 | 44 | 44 | 0   |
|  | 11.  | Charleville         | 52 | 42 | 11 | 19 | 12 | 45 | 49 | -4  |
|  | 12.  | Le Mans             | 49 | 42 | 11 | 16 | 15 | 46 | 48 | -2  |
|  | 13.  | Valence             | 49 | 42 | 11 | 16 | 15 | 46 | 52 | -6  |
|  | 14.  | Mulhouse            | 49 | 42 | 12 | 13 | 17 | 49 | 58 | -9  |
|  | 15.  | Laval               | 44 | 42 | 9  | 17 | 16 | 42 | 56 | -14 |
|  | 16.  | Perpignan           | 44 | 42 | 9  | 17 | 16 | 35 | 51 | -16 |
|  | 17.  | Niort               | 43 | 42 | 8  | 19 | 15 | 34 | 49 | -15 |
|  | 18.  | Angers              | 42 | 42 | 10 | 12 | 20 | 38 | 50 | -12 |
|  | 19.  | Saint-Brieuc        | 42 | 42 | 11 | 9  | 22 | 38 | 53 | -15 |
|  | 20.  | Beauvais            | 42 | 42 | 9  | 15 | 18 | 50 | 66 | -16 |
|  | 21.  | Sedan               | 41 | 42 | 10 | 11 | 21 | 34 | 60 | -26 |
|  | 22.  | Nîmes               | 38 | 42 | 9  | 11 | 22 | 48 | 60 | -12 |